# حقبة الفوتون
في علم الكونيات الفيزيائي، تمثل حقبة الفوتون فترة تطور الكون المبكر التي سيطرت فيها الفوتونات على طاقة الكون، بدأت حقبة الفوتون بعد فناء معظم اللبتونات واللبتونات المضادة في نهاية حقبة اللبتون، بعد حوالي 10 ثوانٍ من الانفجار العظيم. تم خلالها توليد النوى الذرية في عملية التخليق النووي التي حدثت خلال الدقائق القليلة الأولى من عصر الفوتون، وما تبقى من حقبة الفوتون إحتوى فيه الكون على بلازما كثيفة ساخنة من النوى والإلكترونات والفوتونات.

### قراءات إضافية
- Allday، Jonathan (2002). Quarks, Leptons and the Big Bang (ط. Second). Institute of Physics Publishing. ISBN:978-0-7503-0806-9.